# Port lotniczy Fertőszentmiklós
Port lotniczy Fertoszentmiklos (ICAO: LHFM) – port lotniczy położony w Fertőszentmiklós na Węgrzech.